# Zadnie Kotliny

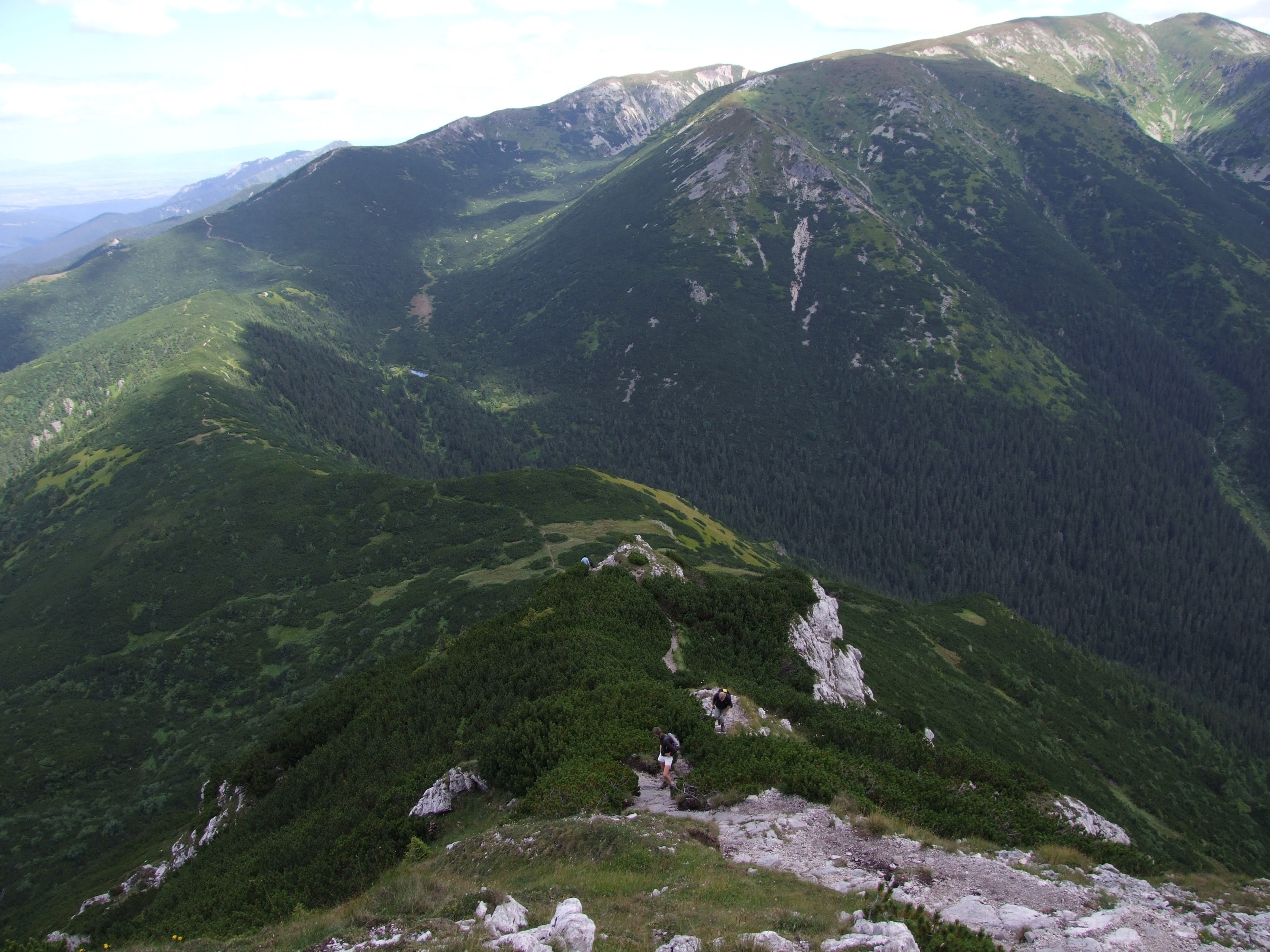
Górna część zataczającej łuk Doliny Bobrowieckiej to Zadnie Kotliny. Widok z Siwego Wierchu

Zadnie Kotliny (słow. Zadné Kotliny) – najwyższe piętro Doliny Bobrowieckiej Liptowskiej w słowackich Tatrach Zachodnich. Jest to wąska kotlina podchodząca pod Skrajną Salatyńską Przełęcz (1870 m). Jej północne zbocza tworzy grań główna Tatr Zachodnich, południowe Czerwony Wierch. Jego stoki obrywają się do Zadnich Kotlin skalno-ziemnym osuwiskiem zwanym Grapami. W plejstocenie Zadnie Kotliny wypełniał lodowiec. Przelewał się on przez pobliską Palenicę Jałowiecką na północną stronę grani (tzw. transfluencja lodowca).
Dawniej Zadnie Kotliny były wypasane. Od czasu zaprzestania wypasu trawiaste dawniej obszary coraz bardziej zarastają kosodrzewiną.